# Vescomtat de Tatzó

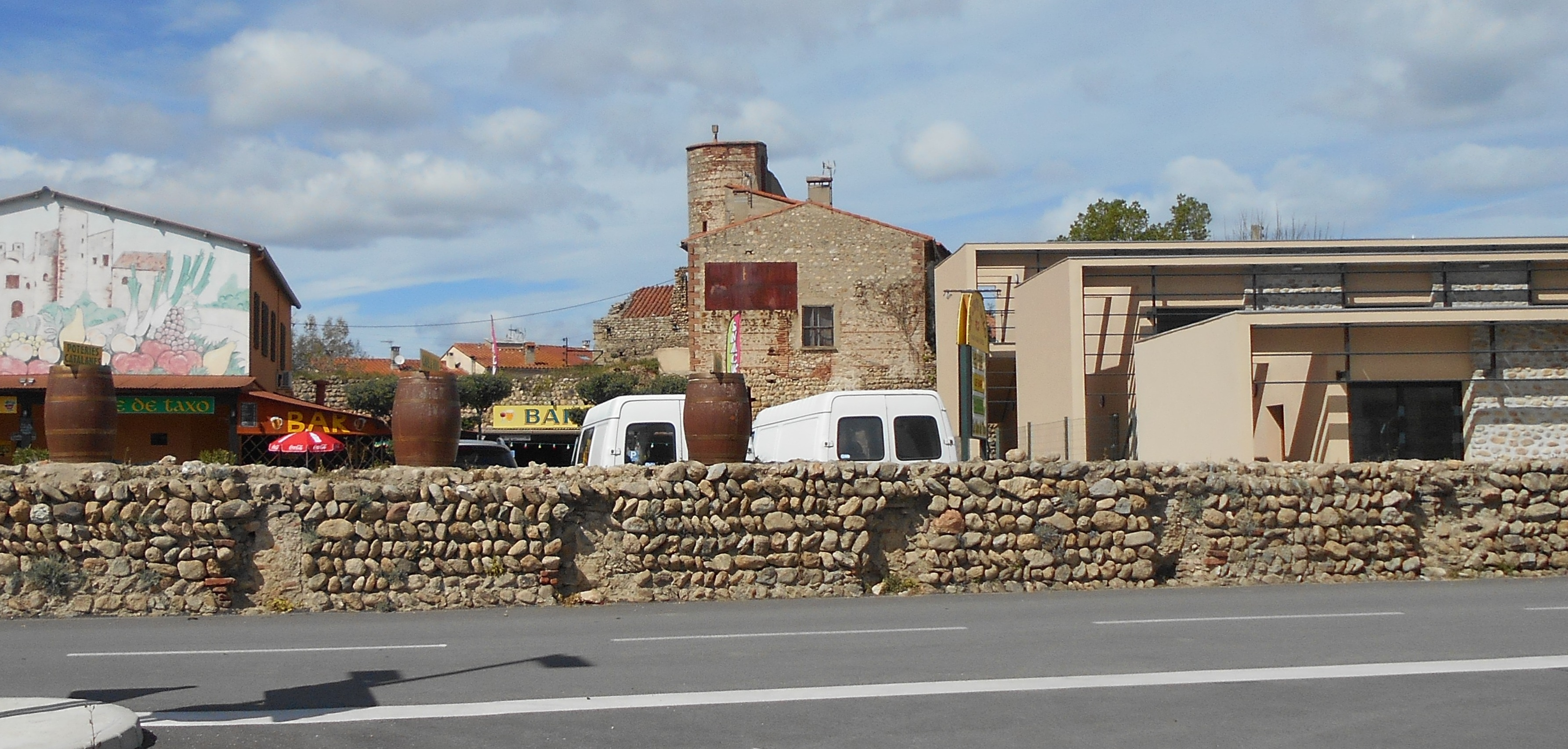
Tatzó d'Avall

El vescomtat de Tatzó fou una jurisdicció feudal del comtat del Rosselló, originada en el vescomtat del Rosselló i que comprenia les terres de la vila i terme d'Argelers. El vescomte Guillem vers el 1051 es titulava vescomte de Tatzó, del nom del seu castell principal (a l'actual Tatzó d'Avall) que fou ampliat el segle xii. Un vescomte Ramon, possible fill de Guillem, apareix abans del 1100. Hug, el seu fill, o més probablement el germà, va morir vers el 1105 i va deixar com a hereva única la seva filla Jordana, casada amb Bernat de Llupià, senyor de Llupià que va portar el títol vescomtal. Van tenir un fill, Hug II, que encara vivia el 1163. Els seus descendents van abandonar el títol vescomtal per emprar només el de senyors de Tatzó.

## Llista de vescomtes
- Guillem, vers 1051-?
- Ramon I ?-vers 1100
- Hug I, ?- vers 1106[1]
- Jordana vers 1106-?
- Bernat de Llupià vers 1125-1145
- Hug II vers 1145-després de 1163
- Ramon II, senyor de Tatzó vers 1164.